# Ophiocarpus
Ophiocarpus là một chi thực vật có hoa trong họ Đậu.